# Pera llimonera
La pera llimonera és el nom d'una varietat de la pera europea (Pyrus communis). Aquesta pera es cultiva en diverses zones productores, com per exemple a la comarca aragonesa del Camp de Daroca, on va tenir la seva millor època comercial a la dècada de 1960, i a la regió de Ponent sota la DOP Pera de Lleida.

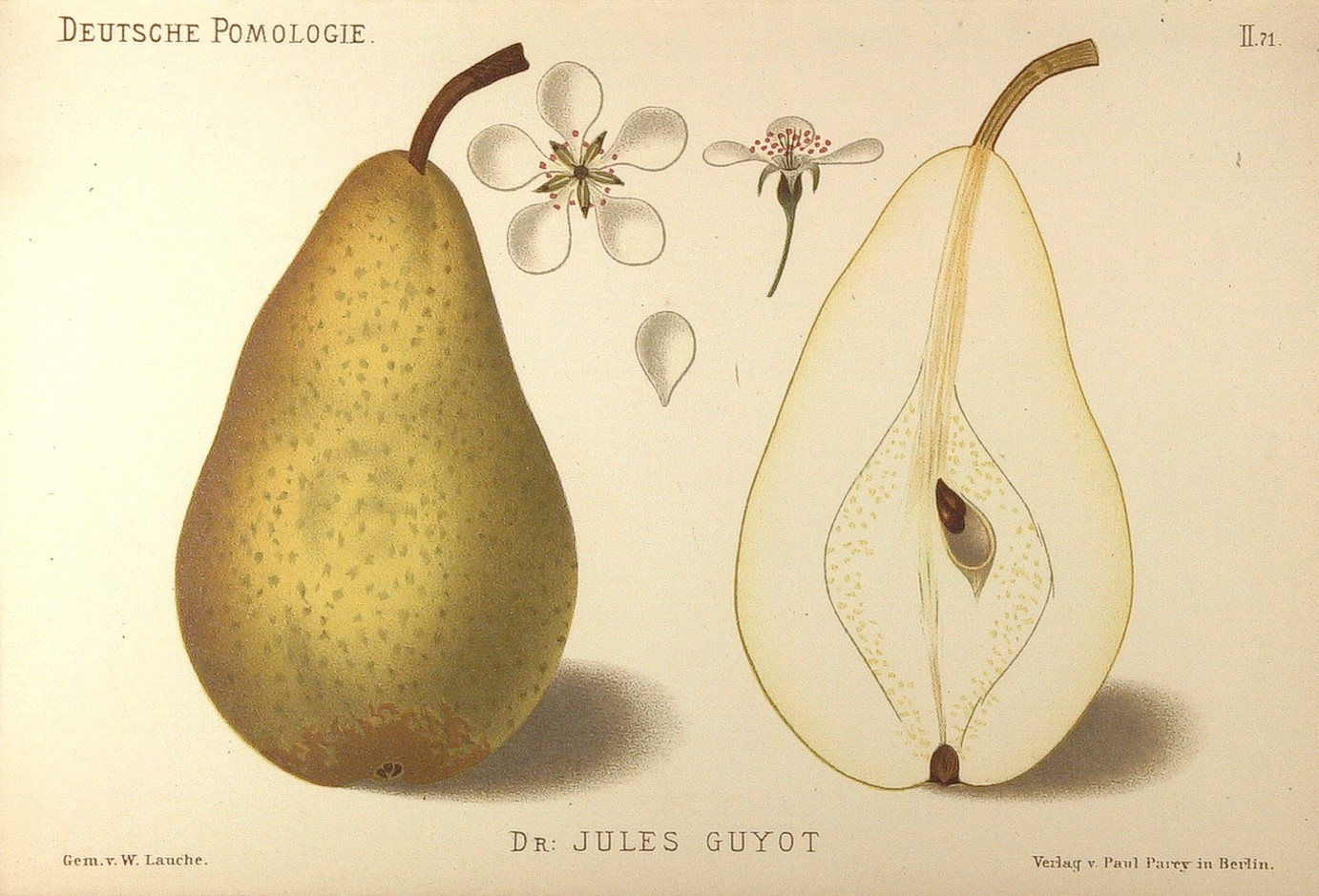
Il·lustració de Deutsche Pomologie

Charles Baltet i el seu germà Ernest, dos horticultors de Troyes, són els creadors d'un centenar de varietats de fruites, incloses cap a 1870 la poire Docteur Jules Guyot.
La perera de la varietat llimonera té un vigor mitjà; floreix a inicis de maig; calze tubular mitjà, en forma d'embut arrodonit amb conducte curt, i els estams neixen lleugerament separats de la base dels sèpal. El fruit de calibre gran i de contorns irregulars. La seva pell és llisa, fina i d'un color verd que vira cap a groguenc en madurar, similar a l'aspecte d’una llimona. La seva carn és de color ivori, de sabor dolç i granulosa al paladar. La recol·lecció comença la primera o segona setmana de juliol.